# De kadulle Cupido
De kadulle Cupido is het honderddrieëntwintigste stripverhaal uit de reeks van Suske en Wiske. Het is geschreven en grotendeels getekend door Paul Geerts. 
Het werd gepubliceerd in TV Ekspres van 15 juli 1978 tot en met 23 juli 1979. De eerste albumuitgave in de Vierkleurenreeks was in september 1979, met nummer 175.

## Locaties
- België, het Oude Griekenland, verborgen vallei, vesting van Komplexios, tempel van orakel in de bergen, het eiland Fitnesia

## Personages
- Suske, Wiske, tante Sidonia, Lambik, Jerom, professor Barabas, centaurs, Komplexios en zijn mannen, leidster, Amazonen, orakel, Flipper (dolfijn), Cupido/Amor, Sjoeke, Amedeesios, Poni, Donki, Dieetica

## Uitvindingen
- de teletijdmachine

## Het verhaal
Lambik krijgt in het park een beeld van Cupido als een man ziet dat hij goede dingen probeert te doen, maar deze worden niet begrepen. Tante Sidonia poseert thuis als Diana, de godin van de jacht. Lambik komt bij haar langs met het beeld. Als Wiske binnenstormt, valt het beeldje kapot. Wiske zegt dat het niet Cupido, maar Amor is en er ontstaat een strijd. Lambik schildert enorme letters op het huis van Sidonia. Tante Sidonia is woedend. Ze laat Lambik de gevel schoonmaken, en besluit professor Barabas te vragen hoe het allemaal zit; Barabas legt uit dat Cupido en Amor dezelfde persoon zijn, god van de liefde en zoon van Venus. Op het beeld van de teletijdmachine zien de vrienden een begrafenis van de leidster van de Amazonen; de vrouwen worden daarna door de mannen van Komplexios aangevallen en tante Sidonia wil de nieuwe leidster worden om de vrouwen te helpen. 
Tante Sidonia doet een slaapmiddel in de thee van professor Barabas en ze flitst zichzelf naar het Oude Griekenland. Ze landt in de zee en ontkomt op de begrafenisboot aan een zeemonster, maar ze ontdekt dat de boot leeg is. Tante Sidonia komt bij een centaurfamilie en de familie maakt ruzie, Cupido hoort de ruzie en schiet pijlen af. Tante Sidonia dwingt Cupido zeer tegen zijn wil fatsoenlijke kleding te dragen die zij genaaid heeft, maar de soldaten van vrouwen-hater Komplexios vallen dan de centauren aan. Jerom is bij professor Barabas aangekomen en ontdekt dat hij slaapt, hij belt zijn vrienden en ze laten zich ook naar het verleden flitsen als ze ontdekken dat tante Sidonia haar zin toch heeft doorgedreven. Jerom kan de soldaten verslaan, maar Cupido wordt ontvoerd. De vrienden zoeken de centauren en gaan met hen mee naar een verborgen vallei. De centaurs leggen uit dat ze zich niet met mensenzaken bemoeien, maar de vrienden worden wel naar een orakel in de bergen gebracht.
De vrienden vinden de tempel en het orakel vertelt dat Komplexios niet geëmancipeerd is, de vechtersbaas wil Cupido uitschakelen om zo een oorlog te kunnen beginnen. De leidster van de Amazones blijkt  niet dood te zijn; Jerom ziet de beelden van de mooie vrouw en gaat alleen op pad om haar te zoeken. Suske en Wiske ontmoeten de centaur-kinderen Poni en Donki en gaan de vesting van Komplexios verkennen. Tante Sidonia en Lambik gaan op zoek naar de Amazones en als ze die gevonden hebben raadt Lambik tante Sidonia aan de verdeel en heers-tactiek te gebruiken om zo leidster te worden. Tante Sidonia mag zich bewijzen en doorstaat enkele onmogelijke proeven, die met hulp van Lambik toch lukken, en wordt zo toch leidster van de Amazones. De kinderen zien Cupido in een vogelkooi in de vesting en horen dat Komplexios de Amazones wil aanvallen. Wiske wordt gevangengenomen door Komplexios en zal gevierendeeld worden. Op haar smeekbede of het niet wat minder kan, maakt de valse vrouwenhater Komplexios er dan in tweeën hakken van. Dat is immers minder dan 4.  Suske gaat met de centaurs terug om tante Sidonia te waarschuwen. Jerom verslaat een zeemonster en Wiske kan met Cupido ontsnappen. Suske waarschuwt de Amazones en zij doen een schijnaanval om Lambik de gelegenheid te geven Wiske en Cupido te zoeken. In de troonzaal vindt Cupido zijn pijlen en boog en hij raakt veel soldaten met zijn liefdespijlen. Jerom vindt de leidster van de Amazones en hoort dat zij met een afslankkuur bezig is op het eiland Fitnesia. Hij wordt daar aangezien voor veel te dik, maar uiteindelijk moet de "fitnesstrainer" toch constateren dat het spieren en geen vet zijn, bij Jerom.  Jerom neemt de Amazone-leidster mee en verslaat de soldaten van Komplexios, maar de leidster wordt door Komplexios ontvoerd. Ze komt met de vrienden voor een muur te staan en ze zullen worden geëxecuteerd; maar Cupido raakt dan Komplexios, die meteen verliefd wordt op de leidster. De leidster wil echter niks van hem weten, maar dan wordt ze ook door een pijl geraakt. Cupido schiet op de Amazones en op de soldaten van Komplexios en de oorlog is voorbij. Tante Sidonia laat dan een pijl op Lambik schieten; maar hij had al voorzorgsmaatregelen(plankje) getroffen, dus het effect blijft uit. Daarna worden de vrienden door professor Barabas naar huis geflitst.

## Culturele verwijzingen
- Cupido was de Grieks-Romeinse god van de liefde. Ook de Amazonen zijn een volk uit de Griekse mythologie.
- Komplexios is een woordspeling op "complex".
- De namen Poni en Donki zijn woordspelingen op pony en donkey (Engels voor "ezel")
- Fitnesia is een woordspeling op "fitness".